# Glenea discofasciata
Glenea discofasciata é uma espécie de escaravelho da família Cerambycidae. Foi descrita por Stephan von Breuning em 1983.